# UFC sur ABC : Whittaker contre de Ridder
UFC sur ABC : Whittaker contre de Ridder (également connu sous le nom d'UFC sur ABC 9) est un événement d'arts martiaux mixtes produit par l'Ultimate Fighting Championship qui s'est tenu le 26 juillet 2025 à l'Etihad Arena d'Abu Dhabi, aux Émirats arabes unis.

## Contexte
L'événement était la 21e visite de la promotion à Abu Dhabi et la première depuis l'UFC 308 en octobre 2024. 
La tête d'affiche de cet événement était un combat de poids moyens entre l'ancien champion des poids moyens de l'UFC (également vainqueur de The Ultimate Fighter: The Smashes en poids welter) Robert Whittaker et l'ancien champion du monde des poids moyens et des poids mi-lourds de l'ONE, Reinier de Ridder. 
Un combat poids plume entre Movsar Evloev et le nouveau venu promotionnel Aaron Pico devait avoir lieu dans un co-tête d'affiche de cinq rounds.Ils étaient censés se rencontrer lors de la Soirée de combat UFC : Burns contre Morales en mai, mais ça ne s'est pas concrétisé. Moins de deux semaines avant l'événement d'Abu Dhabi, Evloev a dû se retirer en raison d'une blessure et le combat a été annulé.  
Un combat de poids paille féminin entre Amanda Ribas et Tabatha Ricci était prévu pour cet événement. Le combat était initialement prévu pour l'UFC 318 une semaine auparavant, mais a été déplacé à cet événement pour des raisons inconnues.  
Asu Almabayev et Ramazan Temirov devaient s'affronter dans un combat de poids mouche sur la carte préliminaire. Cependant, Temirov s'est retiré en raison d'un test de dépistage de drogue échoué début juillet et a été remplacé par José Ochoa.

## Carte de combat
| Carte de combats (ABC / ESPN+)  | Carte de combats (ABC / ESPN+) | Carte de combats (ABC / ESPN+) | Carte de combats (ABC / ESPN+) | Carte de combats (ABC / ESPN+)           | Carte de combats (ABC / ESPN+) | Carte de combats (ABC / ESPN+) | Carte de combats (ABC / ESPN+) |
| Catégorie                       |                                |                                |                                | Méthode                                  | Round                          | Chrono.                        | Notes                          |
| ------------------------------- | ------------------------------ | ------------------------------ | ------------------------------ | ---------------------------------------- | ------------------------------ | ------------------------------ | ------------------------------ |
| Poids Moyens                    | Reinier de Ridder              | déf.                           | Robert Whittaker               | Décision (divisée) (47–48, 48–47, 48–47) | 5                              | 5:00                           |                                |
| Poids Coq                       | Petr Yan                       | déf.                           | Marcus McGhee                  | Décision (unanime) (29–28, 29–28, 29–28) | 3                              | 5:00                           |                                |
| Poids Moyens                    | Sharabutdin Magomedov          | déf.                           | Marc-André Barriault           | Décision (unanime) (30–27, 30–27, 30–27) | 3                              | 5:00                           |                                |
| Poids Mouches                   | Asu Almabayev                  | déf.                           | José Ochoa                     | Décision (unanime) (30–27, 30–27, 29–28) | 3                              | 5:00                           |                                |
| Poids Lourds-légers             | Bogdan Guskov                  | déf.                           | Nikita Krylov                  | KO (coups de poings)                     | 1                              | 4:18                           |                                |
| Carte préliminaire (ESPN/ESPN+) |                                |                                |                                |                                          |                                |                                |                                |
| Poids Coq                       | Bryce Mitchell                 | déf.                           | Said Nurmagomedov              | Décision (unanime) (29–28, 29–28, 29–28) | 3                              | 5:00                           |                                |
| Poids Welter                    | Muslim Salikhov                | déf.                           | Carlos Leal Miranda            | KO (coups de poings)                     | 1                              | 0:42                           |                                |
| Poids Coq                       | Davey Grant                    | déf.                           | Da'Mon Blackshear              | Décision (unanime) (29–28, 29–28, 29–28) | 3                              | 5:00                           |                                |
| Poids Pailles Femmes            | Tabatha Ricci                  | déf.                           | Amanda Riba                    | TKO (coude et coups de poings)           | 2                              | 2:59                           |                                |
| Poids Lourds-légers             | Billy Elekana                  | déf.                           | İbo Aslan                      | Décision (unanime) (30–27, 29–28, 29–28) | 3                              | 5:00                           |                                |
| Poids Plumes                    | Steven Nguyen                  | déf.                           | Mohammad Yahya                 | TKO (blessure à l'œil)                   | 2                              | 5:00                           |                                |
| Poids Lourds                    | Martin Buday                   | déf.                           | Marcus Buchecha                | Décision (unanime) (29–28, 29–28, 29–28) | 3                              | 5:00                           |                                |

## Récompenses bonus
Les combattants suivants ont reçu chacun un bonus de 50 000 $:
- Combat de la soirée : Sharabutdin Magomedov contre Marc-André Barriault
- Performance de la soirée : Muslim Salikhov and Steven Nguyen